# Gravis Ultrasound

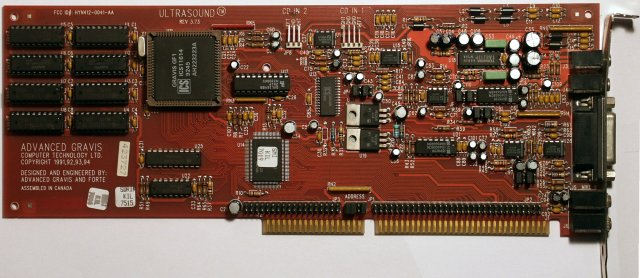
Gravis Ultrasound (in typisch roter Farbe) mit dem GF1-Chip

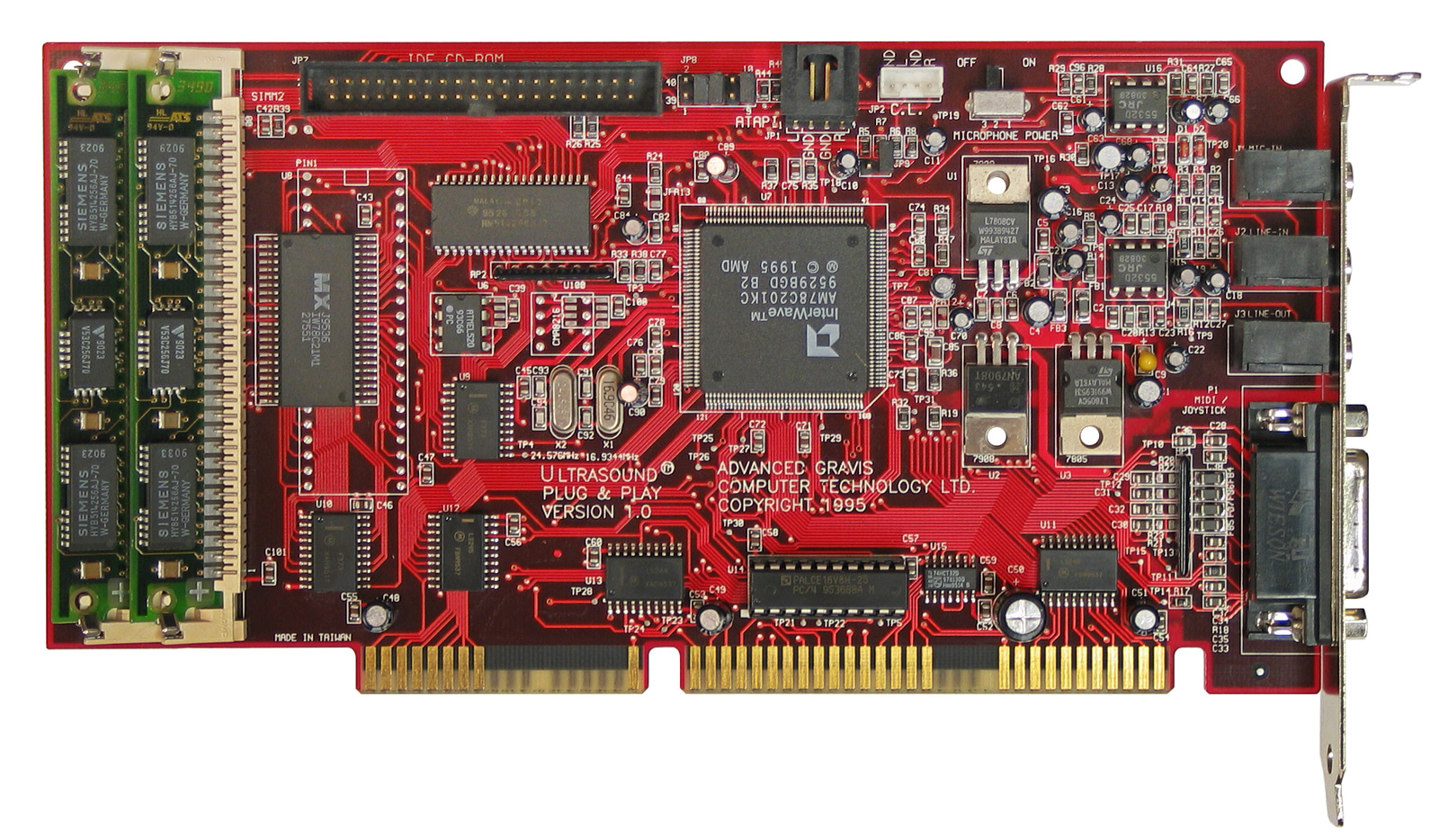
Gravis Ultrasound PnP Pro mit dem InterWave-Chip

Gravis Ultrasound oder GUS ist eine Soundkarte von Advanced Gravis für den IBM-kompatiblen PC. Sie war in den 1990ern in der Tracker- und der Demoszene recht verbreitet, da sie anderen, ähnlich teuren Soundkarten dieser Zeit in der Tonqualität überlegen war. Sie war fähig, auf mehreren Kanälen zugleich Samples abzuspielen, ohne zum Mischen die CPU des Rechners beanspruchen zu müssen. Hierdurch wurden komplexe Musikstücke und Soundeffekte bei minimaler Beanspruchung des Rechners möglich.
Im Gegensatz zu den meisten PC-Erweiterungskarten ihrer Zeit wurde der Großteil der Modellpalette aus Platinen mit rotem Lötstopplack gefertigt. Nur wenige Modelle, wie z. B. der Lizenznachbau AltraSound, wurden aus grün gefärbten Platinen gefertigt.

## Technisches

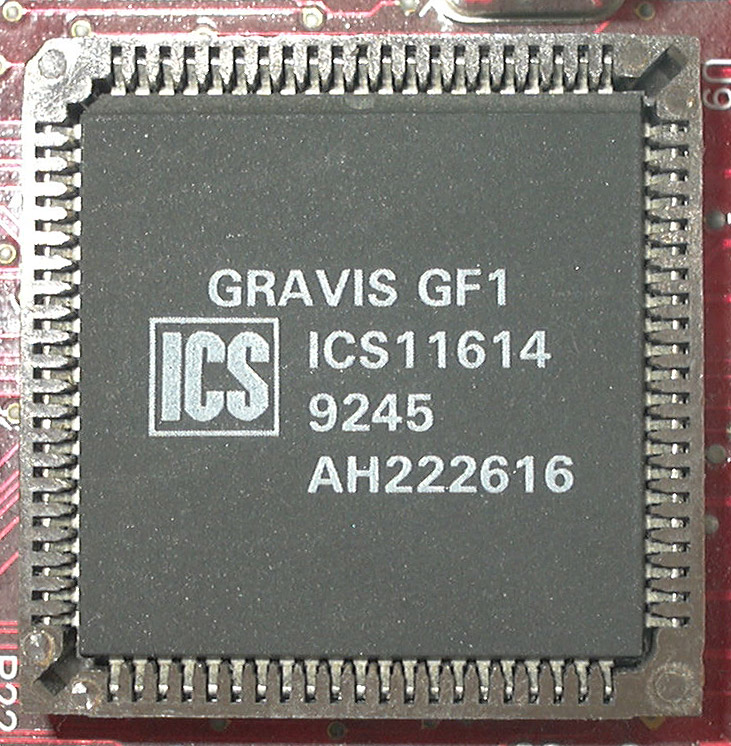
GF1-Chip

Die 1991 erschienene Soundkarte besaß eigenes RAM (maximal 1 MB), einen eigenen Mix-Chip (Gravis GF1, ein Lizenznachbau des ICS11614) und wurde am ISA-Steckplatz angeschlossen. Der interne Soundmixer entlastete die CPU und ermöglichte das Mixen von bis zu 32 Stimmen bei 16 Bit Auflösung. Das dafür notwendige Resampling, im Audiobereich die Aufgabe eines Sampler, führte der GF1 mittels einer Werteinterpolation aus. Die erreichbare Samplingrate war direkt abhängig von der Anzahl der verwendeten Stimmen. Bis zu 14 Stimmen konnten bei 44,1 kHz gemixt werden, diese Wiedergabefrequenzen reduzierte sich dann mit jeder zusätzlichen Stimme so, dass bei 32 Stimmen diese nur noch bei 16 kHz lag. Einen Effektteil enthielt der GF1 nicht.
Der von AMD produzierte Interwave Soundcontroller bildete die Grundlage der 1995 erschienenen Gravis Ultrasound PnP. Dieser Soundcontroller konnte in einen GF1 kompatiblen Modus geschaltet werden. Ferner unterstützte dieser Soundcontroller im Interwave Modus bis zu 16 MB RAM und verfügte über einen Effektprozessor, welcher Effekte wie Reverb, Echo, Chorus, Flanging und Fading unterstützte.

## Kompatibilität
Als größtes Handicap der Ultrasound-Serie galt ihre mangelnde Spielekompatibilität. Die Tonausgabe der damals mehrheitlich unter MS-DOS laufenden Computerspiele war meist nur auf Sound-Blaster-Soundkarten ausgelegt. Mit dem von Gravis angebotenen Soundblaster-Emulationstreiber (SBOS, MegaEm) gelang es bei manchen Spielen, auch auf Ultrasound-Karten Soundeffekte und Musik auszugeben. Reibungslos harmonierte die Zusammenarbeit aber oft nur mit Spielen, welche direkte GUS-Unterstützung anboten. Diese waren lange Zeit dünn gesät.
Die Soundkarte konnte auch unter OS/2 eingesetzt werden, welches im Heimanwenderbereich allerdings wenig erfolgreich war. Büro-PCs wurden zu jener Zeit zumeist ohne Soundkarte betrieben.
Die ungenügende Kompatibilität mit den neueren Windows-Versionen war aber letztendlich der Hauptgrund, weshalb die Karte allmählich von Creative verdrängt wurde. Es gab zwar Treiber für diese Betriebssysteme, allerdings waren diese sehr schwer zu konfigurieren und sind über das Beta-Stadium nie hinausgekommen.

## Modellreihen
Die GUS erschien in verschiedenen Versionen. Es gab die „Gravis Ultrasound“ (mit 512 kB Speicher; auch „Gravis Ultrasound Classic“ zur Abgrenzung zu anderen Modellen), die „Gravis Ultrasound Max“ (mit 512 kB eigenem Speicher, erweiterbar um weitere 512 kB). Später erschien in Zusammenarbeit mit dem Prozessorhersteller AMD die „Gravis Ultrasound Plug & Play“ (GUS PNP). Diese Karte konnte mit 30-Pin-SIMM-RAM auf maximal 8 MB eigenen Speicher aufrüstet werden. Bastler fanden einen Weg, um zwei weitere SIMM-Steckplätze anzulöten und so den Speicher nochmals zu verdoppeln.
Bei dem Lizenznachbau „AltraSound“ war es möglich, die im Auslieferungszustand mit 512 KB bestückte Karte mit weiteren 512 KB aufzurüsten.

## Ende der Produktlinie
Am 21. November 1997 stellte Gravis die Ultrasound Produktlinie ein.